# Dahlen (Szászország)
Dahlen település Németországban, azon belül Szászország tartományban. Lakosainak száma 4201 fő (2023. december 31.). Dahlen Lossatal, Oschatz, Belgern-Schildau és Cavertitz községekkel határos.

## Fekvése
Drezdától északnyugatra fekvő település.

## Története
A település első említése 1228-ból való, Naumburg püspökei alapították. Templom körüli magva egykor szláv falu volt.
Miasszonyunk temploma (Unser-Lieben-Frauen-Kirche) 1457-ben épült. Hosszúkás szentélye, csillagboltozatával az eredeti templomból való, három hajóját azonban már a 16. század második felében épült, késő gótikus jellegű, nyugati része azonban román korabeli. A főhajó északi kapuzata reneszánsz stílusú.
Barokk kastélya 1744-1751 között épült, kis botanikus parkkal övezett. Nevezetessége, hogy 1763-ban termeiben kötötte meg Nagy Frigyes Ausztriával és Szászországgal a hubertusburgi békét.

## Galéria

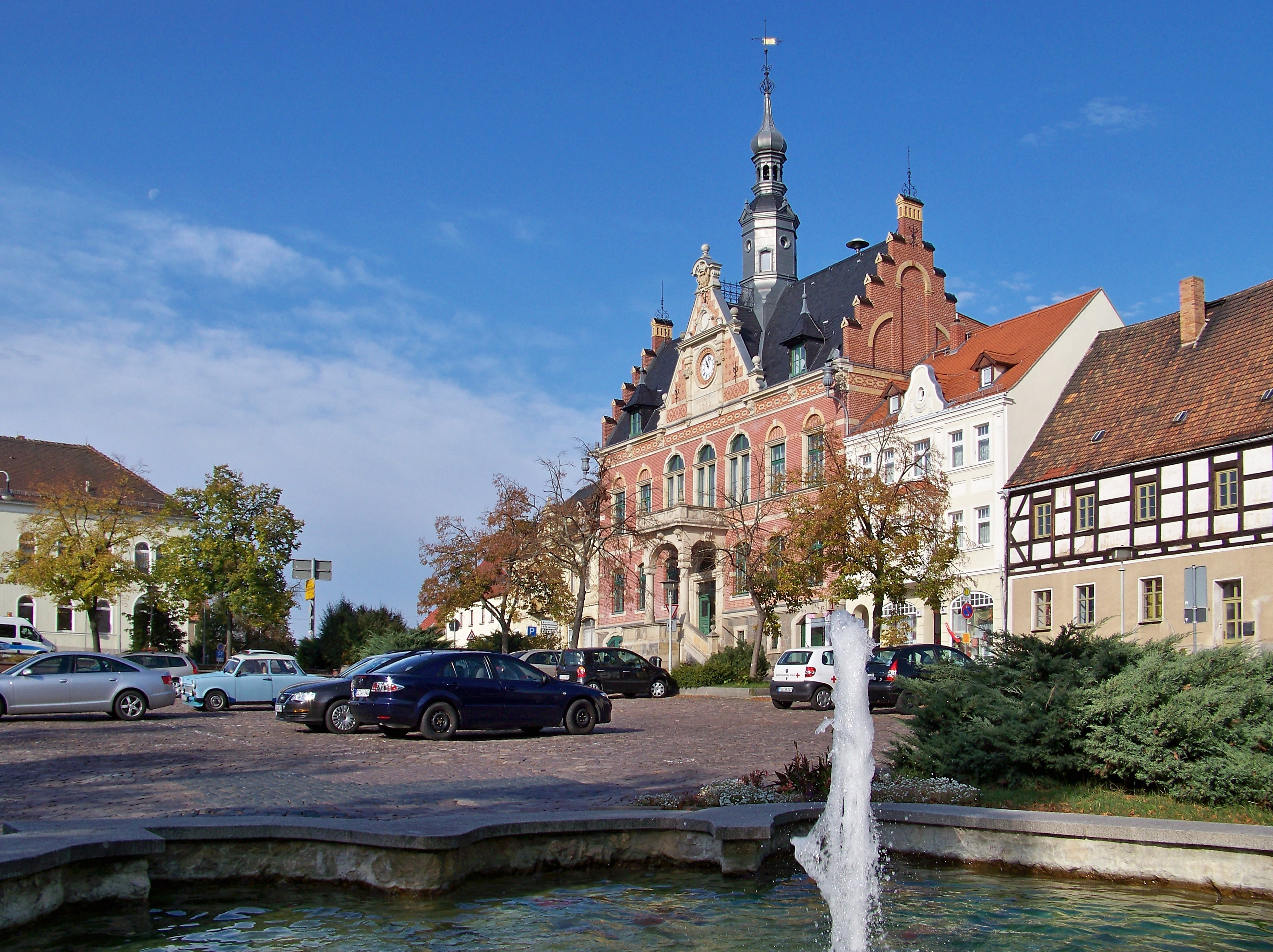
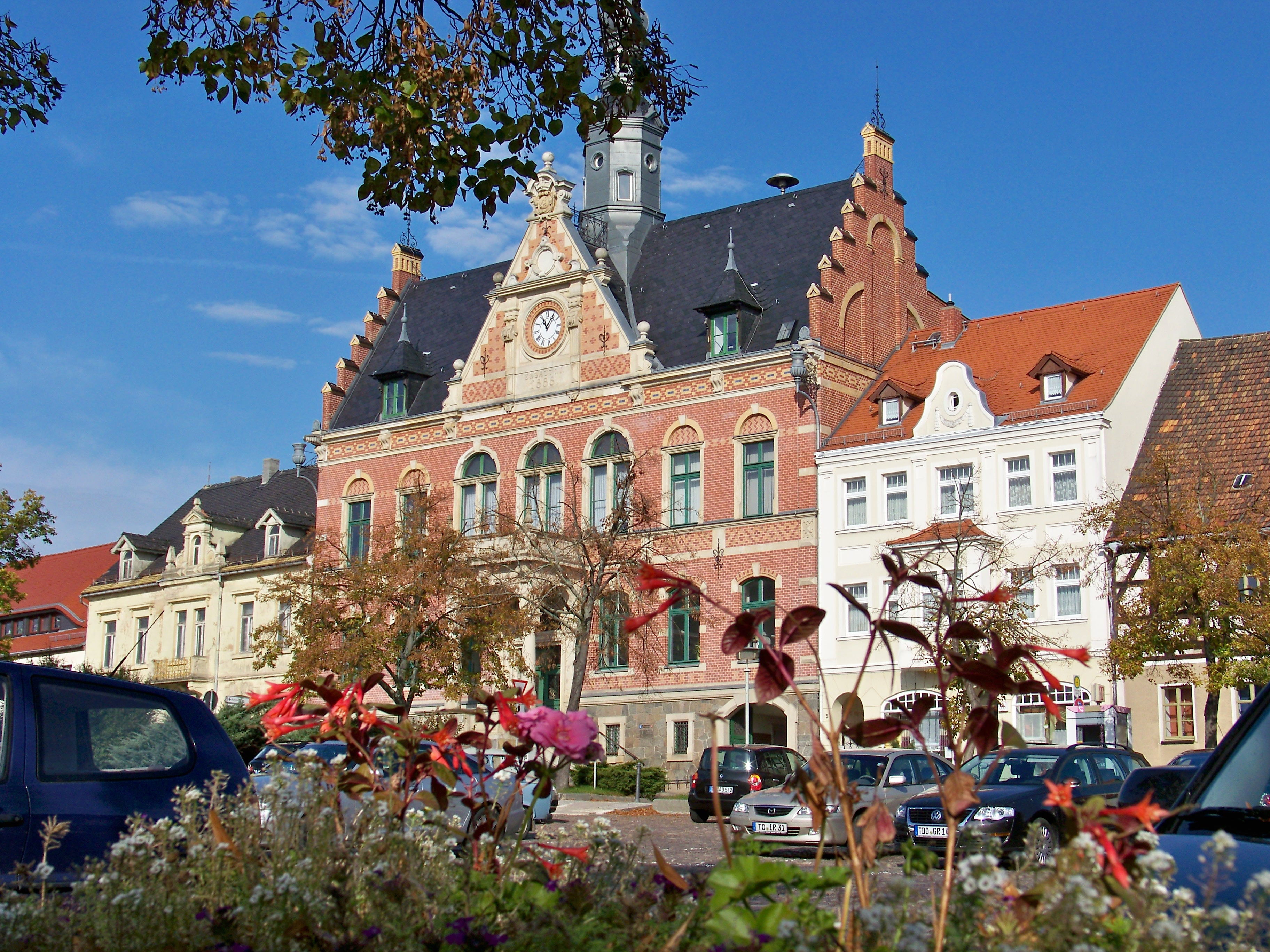
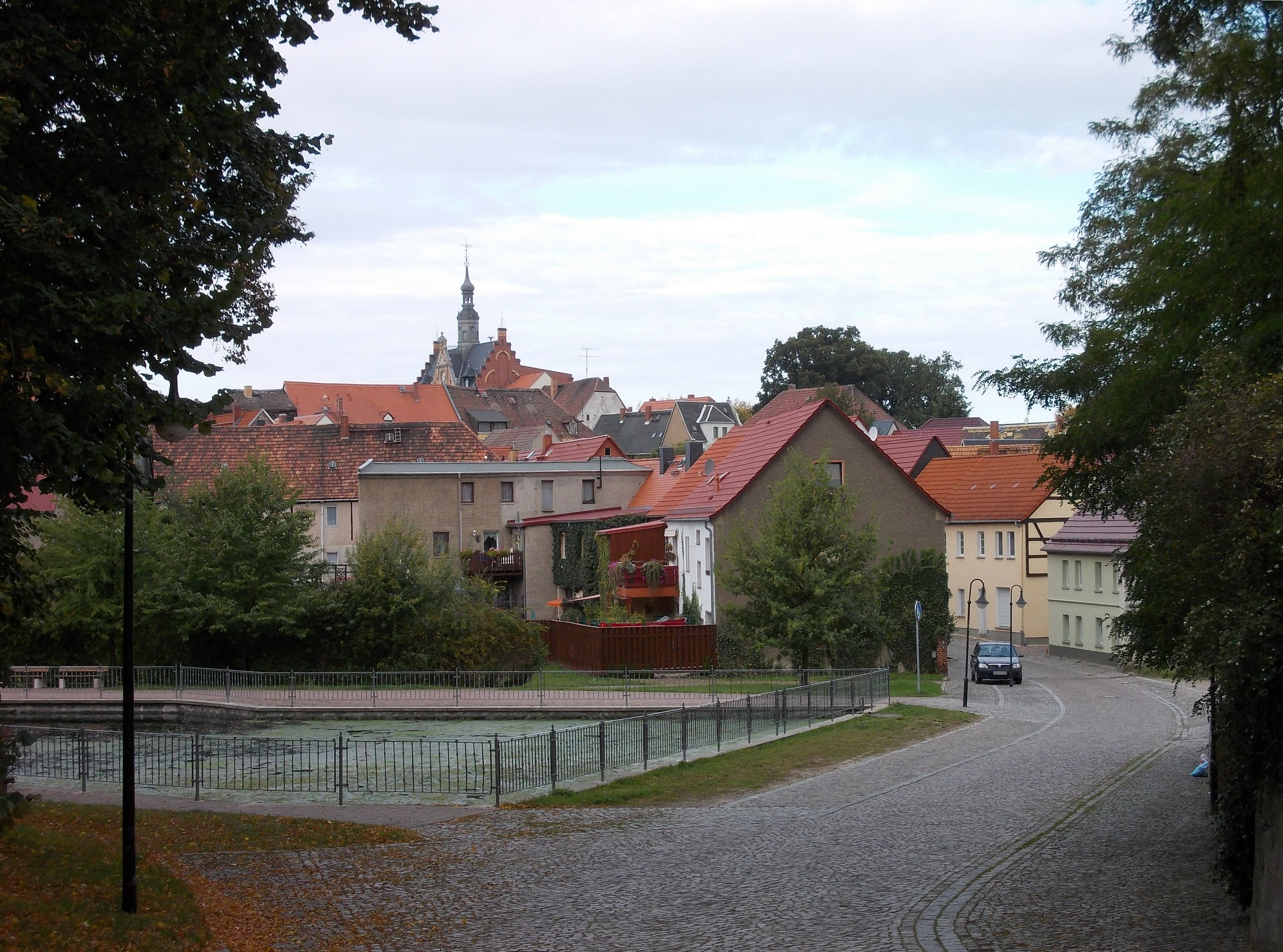
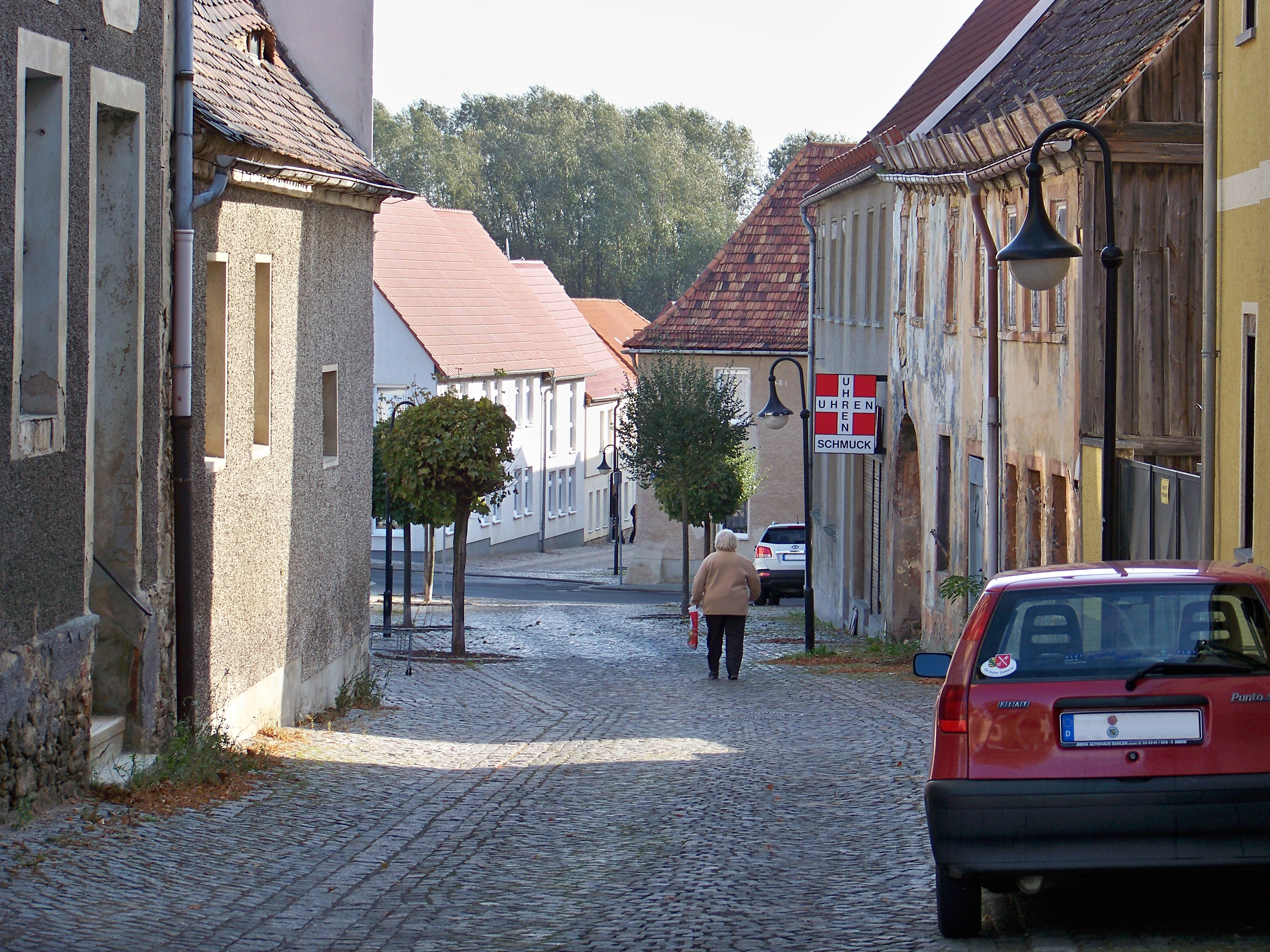
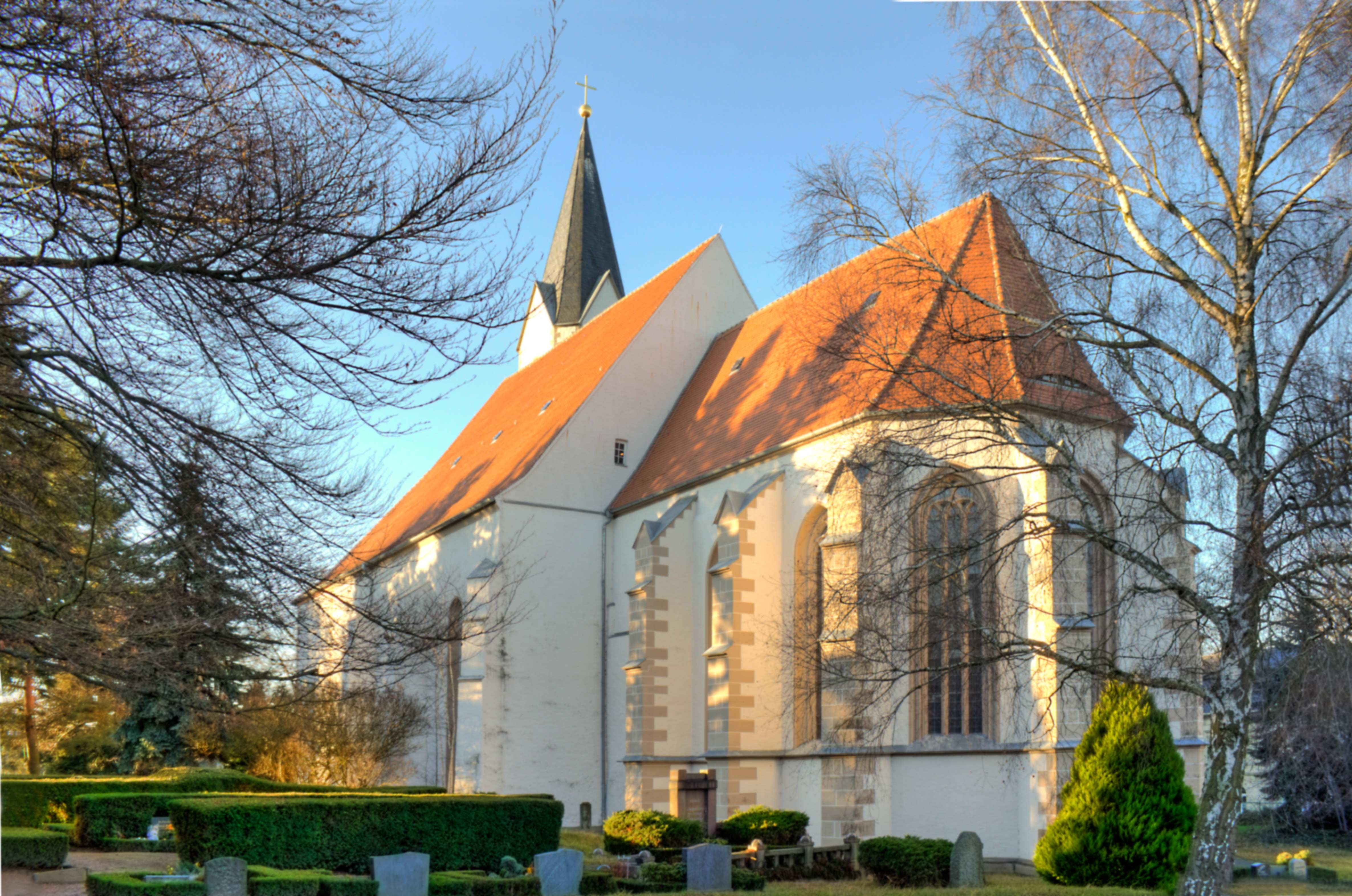
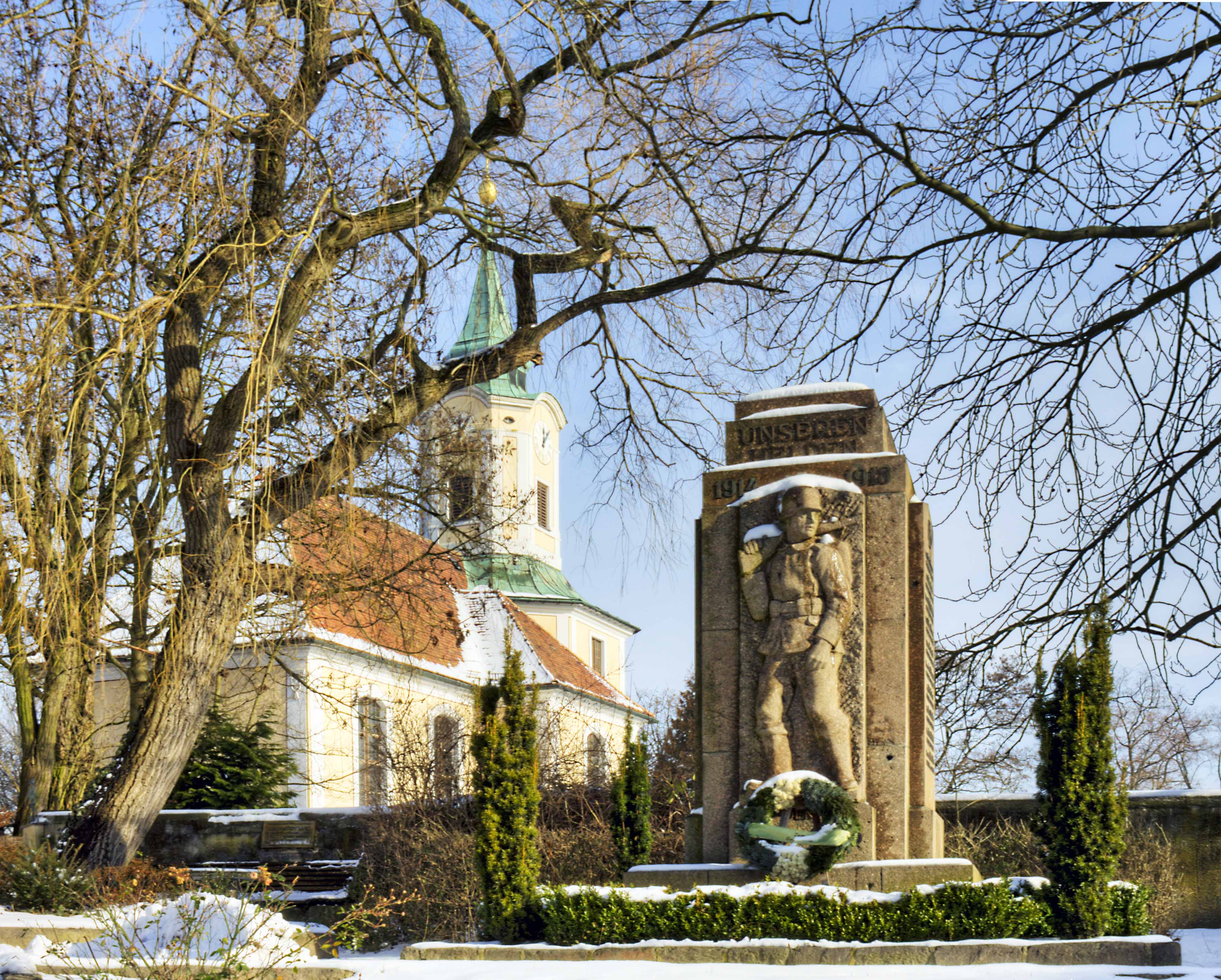
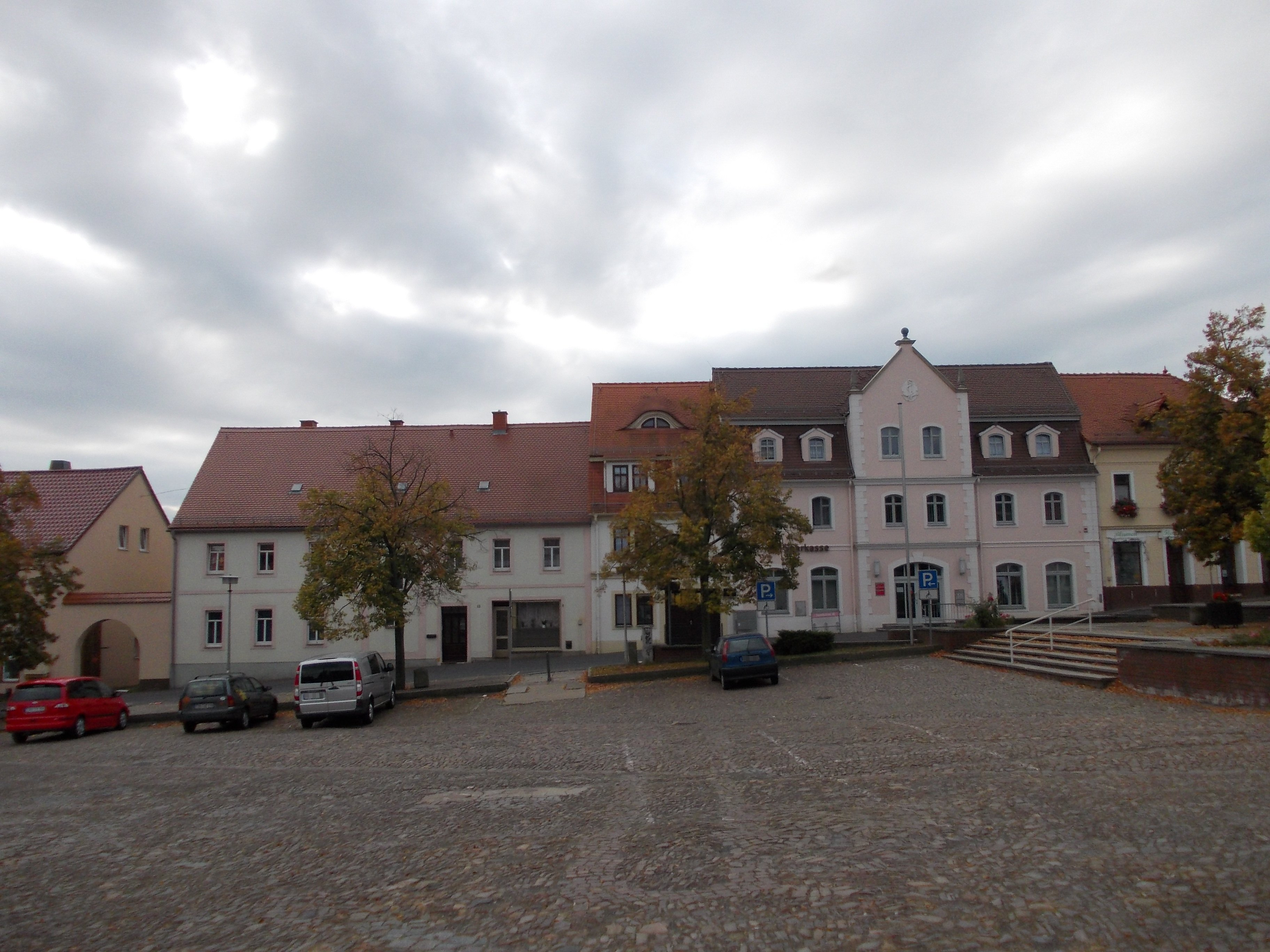
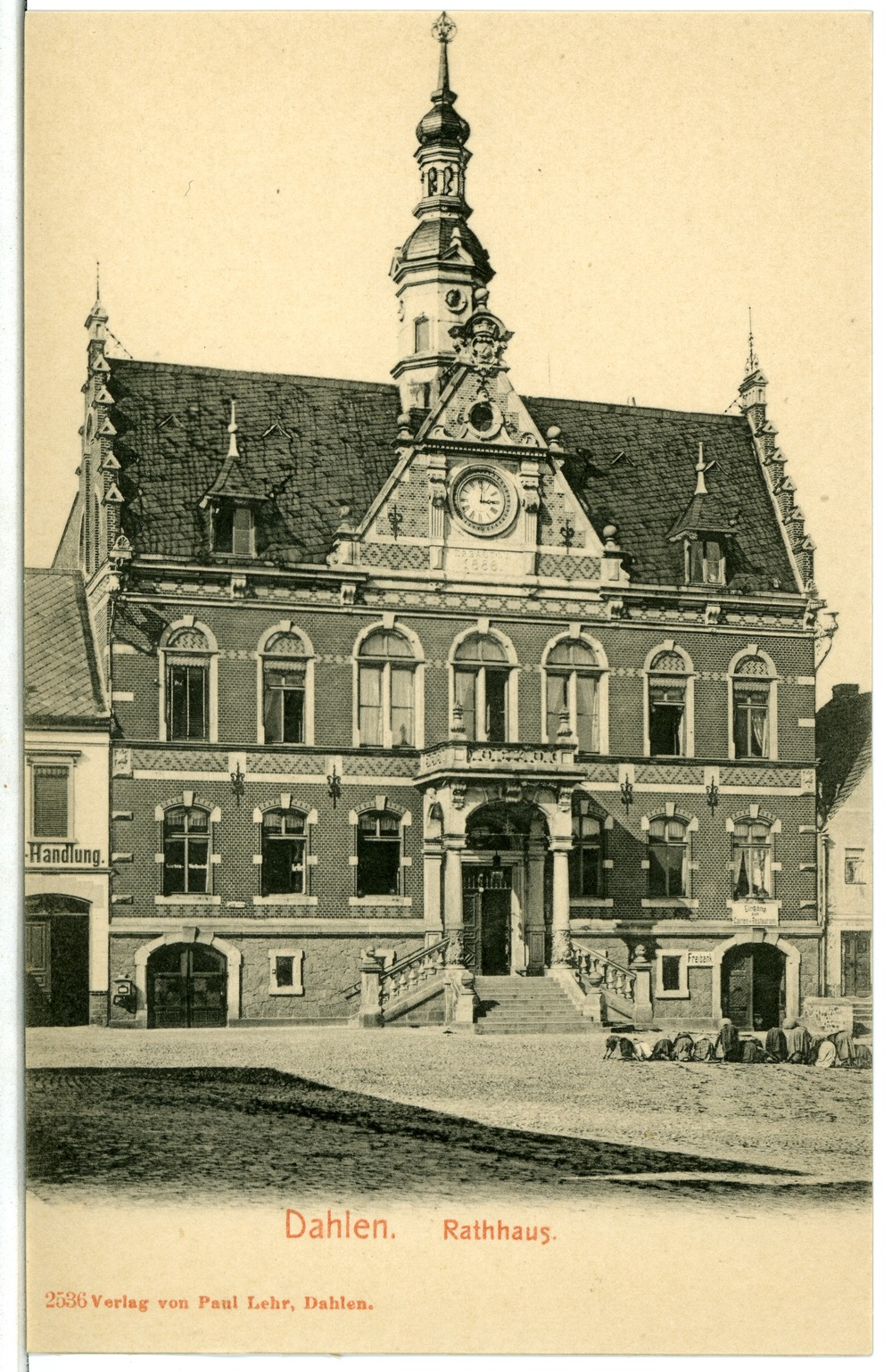

## Nevezetességei
- Miasszonyunk temploma (Unser-Lieben-Frauen-Kirche)
- Kastély - barokk stílusban épült.

## Városrészei
| Városrész                                   | Népség |
| Dahlen                                      | 2.653  |
| Großböhla, Kleinböhla, Neuböhla             | 431    |
| Schmannewitz                                | 596    |
| Ochsensaa                                   | 187    |
| Börln, Bortewitz, Schwarzer Kater, Radegast | 630    |
| Dahlen összes                               | 4.497  |

Népesség 2012. január 31-én

## Népesség
A település népességének változása:
| Lakosok száma | 4346 | 4297 | 4278 | 4188 | 4171 | 4201 |
|               | 2014 | 2017 | 2019 | 2021 | 2022 | 2023 |